# Castel del Giudice
Castel del Giudice è un comune italiano di 305 abitanti della provincia di Isernia in Molise. Fino al 1790 il suo territorio era ancora parte integrante dell'Abruzzo Citeriore, secondo quanto risulta dalle carte della Calcografia Camerale e di Giovanni Antonio Rizzi Zannoni.

## Geografia
Situato nell'Alto Sangro, è confinante con il fiume ed il lago Sangro . È situato al centro dell'Appennino.

## Storia

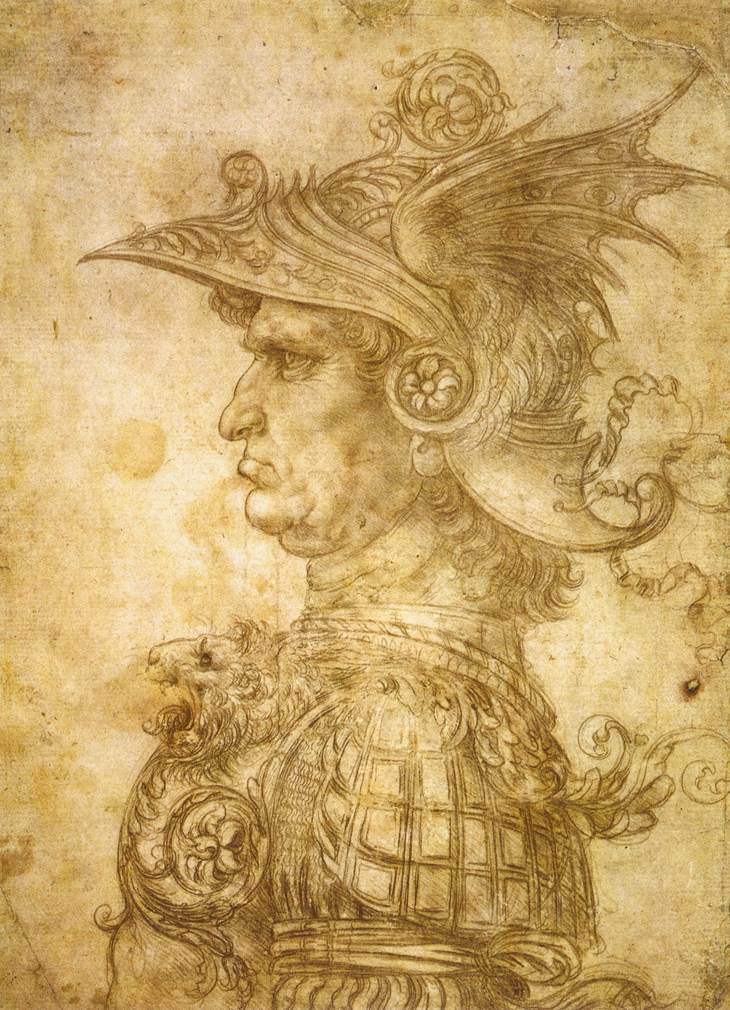
Jacopo Caldora

In epoca normanna il paese fu chiamato Castellum Iudicis, nome in seguito mutato in Castrum de Iudice; il toponimo forse deriva dalla famiglia nobile Iodice, che risulta menzionata in alcuni documenti del XIII secolo, o può essere un riferimento al feudatario locale che amministrava la giustizia.
Nel XII secolo il feudo fu posseduto da Guglielmo d'Agnone e nel 1267 da Corrado di Antiochia.
Dal XIV al XV secolo si susseguono diversi feudatari: Paolo di Giga, Gualtiero di Ponte nel 1316, e i Caldora, tra cui Giovanni Antonio Caldora. In questo lasso di tempo il paese non subì eventi storici di rilievo, se non la nascita dei condottieri Raimondo Caldora, avvenuta nella prima metà del XIV secolo, e di suo nipote Jacopo Caldora, avvenuta nel 1369.
Nel XX secolo il paese fu interessato dal fenomeno dell'emigrazione, con flussi diretti verso l'America e l'Europa settentrionale.

### Simboli
Lo stemma e il gonfalone del comune di Castel del Giudice sono stati concessi con decreto del presidente della Repubblica del 3 gennaio 1989.
Lo stemma raffigura una torre merlata circondata dalla scritta "Castello del Iudice".
Il gonfalone è un drappo rettangolare partito di bianco e di rosso.

## Monumenti e luoghi d'interesse

### Architetture religiose
- Chiesa di San Nicola
- Chiesa dell'Immacolata. Sorge in via Umberto I, presso la piazza centrale. Originariamente era sede di una congregazione col nome di Santissimo Sacramento. Distrutta durante una delle due guerre mondiali, è stata ricostruita successivamente. L'interno ha due navate, di cui una è occupata dalla sagrestia (sita a sinistra della principale della chiesa utilizzata per le funzioni religiose). L'interno è completamente bianco ed il solaio è occupato da una sala parrocchiale.
- Santuario della Madonna in Saletta, situato a ridosso del Tratturo Ateleta - Biferno[15]
- Cappella di Sant'Antonio. Edificio di culto. Sorge al margine del paese, sul lato rivolto verso il comune di Ateleta, sulla strada statale 588.

Museo
Museo - giardino dei meli, dove sono presenti più di sessanta varietà di mele antiche dell'Alto Sangro molisano e abruzzese.
Architettura urbana
Antico aggregato rurale, trasformato in un albergo diffuso

## Società

### Evoluzione demografica
Abitanti censiti

### Tradizioni e folclore
La festa patronale di san Nicola di Bari si svolge il 6 dicembre.
Il 15 agosto, in occasione dell'Assunzione di Maria, si celebra la santa messa presso il santuario della Madonna in Saletta, seguita da una processione che conduce la statua della Vergine Maria fino al centro del paese.

## Amministrazione
Di seguito è presentata una tabella relativa alle amministrazioni che si sono succedute in questo comune.
| Periodo             | Periodo         | Primo cittadino | Partito                                      | Carica  | Note  |
| ------------------- | --------------- | --------------- | -------------------------------------------- | ------- | ----- |
| Pasqualino Pulcini  | 9 dicembre 1986 | 9 giugno 1990   | Partito Socialista Italiano                  | Sindaco | [ 1 ] |
| Domenico Falcione   | 9 giugno 1990   | 24 aprile 1995  | Lista civica di centro-destra                | Sindaco | [ 1 ] |
| Pasqualino Pulcini  | 24 aprile 1995  | 14 giugno 1999  | Lista civica di centro-sinistra              | Sindaco | [ 1 ] |
| Lino Nicola Gentile | 14 giugno 1999  | 8 giugno 2009   | Lista civica di centro-sinistra              | Sindaco | [ 1 ] |
| Giuseppe Cavaliere  | 8 giugno 2009   | 26 maggio 2014  | Lista civica di centro-sinistra Paese Futuro | Sindaco | [ 1 ] |
| Lino Nicola Gentile | 26 maggio 2014  | in carica       | Lista civica di centro-sinistra Paese Futuro | Sindaco | [ 1 ] |

## Sport

### Calcio a 5
Dal 2008 Castel del Giudice ha una squadra di calcio a 5, che trae il nome del proprio paese. I colori sociali sono il bianco e il rosso. L'A.S.D. Castel del Giudice ha militato nella Serie C regionale molisana di calcio a 5, disputando il suo undicesimo campionato consecutivo. La società è stata sciolta nel 2022.